# 캐모마일

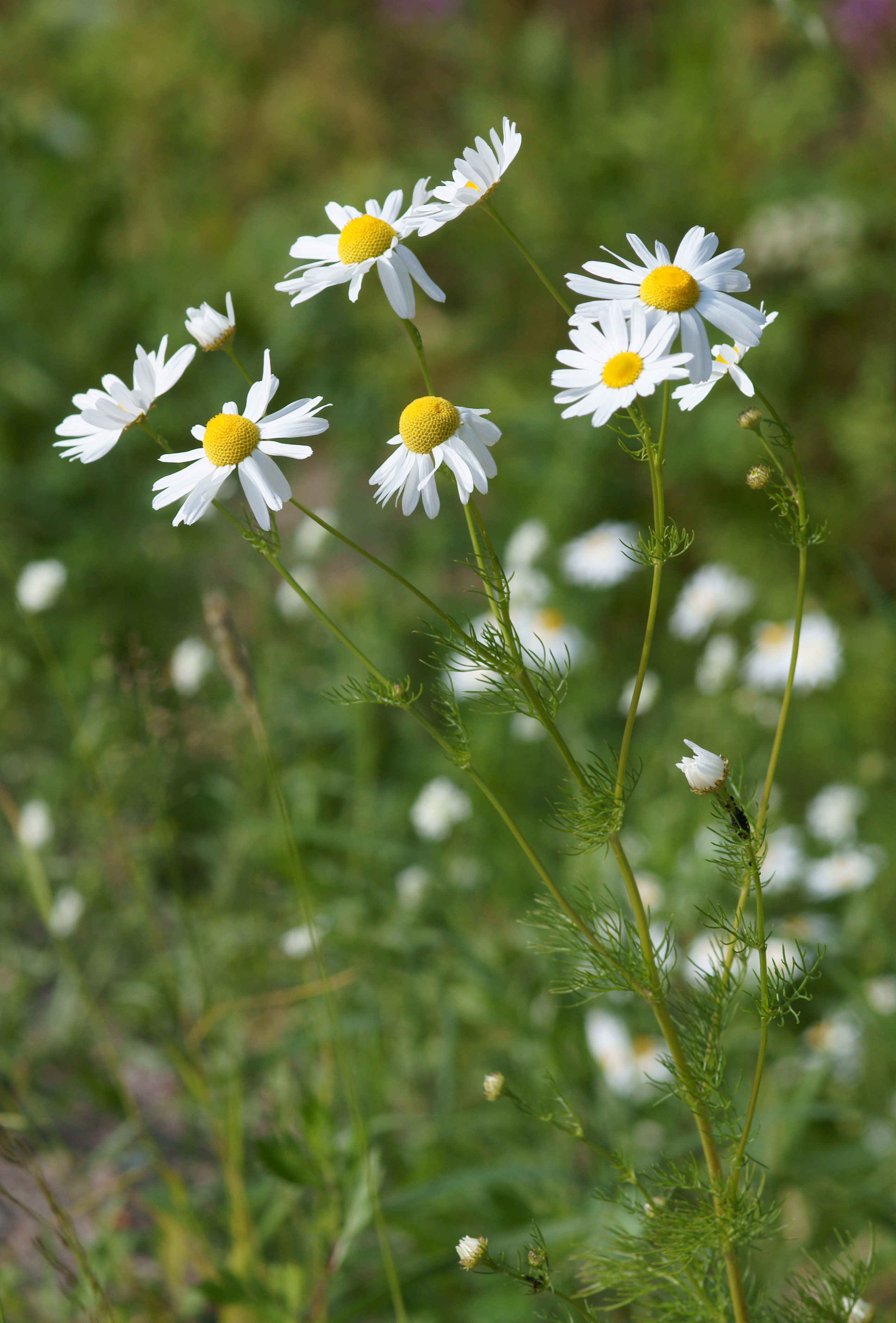
저먼캐모마일

캐모마일(영어: chamomile)은 국화과에 속하는 저먼캐모마일(Matricaria chamomilla), 캐모마일(Chamaemelum nobile) 등을 일컫는다. 카모밀(프랑스어: camomille), 카모마일, 또는 카밀러(네덜란드어: kamille), 카밀레 등으로 불리기도 한다.

## 이름
캐모마일(chamomile)이라는 용어는 땅-사과를 가리키는 그리스어 χαμαίμηλον에서 비롯하였으며, χαμαί는 땅을, mēlon은 사과를 뜻한다. 사과와 같은 향이 나는 식물이라 하여 그렇게 부른다.

## 종류
흔히 "캐모마일"이라 불리는 식물은 다음과 같다.
- 저먼캐모마일(Matricaria chamomilla)
- 캐모마일(Chamaemelum nobile)

그 외에 때때로 "캐모마일"이라 불리는 식물은 다음과 같다.
- 개꽃아재비(Anthemis cotula)
- 길뚝개꽃(Anthemis arvensis)
- 다이어스캐모마일(Cota tinctoria): 꽃은 노란색이다. 꽃피는 시기는 6월 중순에서 7월 하순까지이다.
- 족제비쑥(Matricaria discoidea)
- Cladanthus mixtus
- Eriocephalus punctulatus
- Tripleurospermum inodorum

## 재배
양지바른 곳에서 잘 자라며, 추위에 강한 편이다. 꽃은 낮에는 피고 밤에는 오므라져 있는데 대개 일주일 정도 꽃이 핀다. 씨받이는 매우 쉬우며 싹도 잘 나기 때문에 직접 씨를 받을 수 있다. 양지 바르고 배수가 좋은 사질토에서 꽃을 잘 피운다.

## 쓰임새
수확한 꽃은 통풍이 잘 되는 응달에서 말려 저장한다.
캐모마일의 방향유는 긴장 및 두통 등의 통증 완화에 효과적이며, 몸을 따뜻하게 해주는 효과도 있다. 차로 마시면 위장장애의 완화에 도움을 준다. 캐모마일의 차에는 카페인 성분이 없다.
캐모마일은 좀벌레를 없애는 데 효과적인 허브식물이다.

## 같이 보기
- 허브차